# Newtown Savannah Ground
Newtown Savannah Ground – to stadion piłkarski w Roseau na Dominice. Stadion może pomieścić 1 000 widzów.